# Khoáng vật sét
Khoáng vật sét là các loại khoáng vật được hình thành trong tự nhiên từ các quá trình phong hóa tại chỗ các khoáng vật silicat và nhôm silicat của đá mácma và đá biến chất hoặc được hình thành từ sản phẩm phong hóa trôi dạt đến các khu vực lắng đọng để tạo thành trầm tích. Tên gọi khoáng sét có thể chỉ định cụ thể hơn tên gọi đất sét. Khoáng sét cũng có thể được hình thành theo nhiều con đường khác, ví dụ như sự hydrat hoá các khoáng nguyên sinh silicat, sự thủy nhiệt hoá các đá silicat, thủy nhiệt hoá các đá bazan, bazan tuff, hoặc tổng hợp nhân tạo. Thời kỳ chưa có các phương pháp phân tích hiện đại, khoáng sét được biết đến chủ yếu dựa trên thành phần hóa học. Nó là hỗn hợp bao gồm SiO2, Al2O3, H2O và một số oxide của kim loại kiềm và kiềm thổ, sắt, mangan, kẽm…, có kích thước hạt vài micromet. Dựa vào thành phần hoá học, các tính chất hoá lý và đặc biệt là cấu trúc tinh thể và cấu trúc lớp, hiện nay khoáng sét có hơn 100 loại khác nhau.

## Cấu tạo và phân loại
Các phương pháp phân tích hiện đại đã tìm ra cấu trúc tinh thể và kết tinh dạng phiến của khoáng sét. Các đơn vị cấu trúc tinh thể của khoáng sét là các phiến silic oxide (khối 4 mặt) và phiến gipxit (khối 8 mặt). Mỗi vi phiến silic oxide bao gồm 1 ion Si+4 nằm giữa và 4 ion O−2bao quanh; mỗi phiến gipxit gồm 1 ion Al+3 hoặc ion Mg+2 (ở cầu bruxit-Mg(OH)2) và 6 ion âm bao quanh O−2 và/hoặc nhóm OH-. Các khối đơn vị này liên kết với nhau tạo thành dạng phiến mỏng (vi phiến) theo cấu trúc mạng 2 chiều. Mạng vi phiến của các khối tứ diện SiO4 liên kết với nhau thông qua nguyên tử oxy và được gọi là vi phiến tứ diện (tetrahedral sheet) và mạng vi phiến của các khối bát diện MO6 gọi là vi phiến bát diện (octahedral sheet).
Khoáng sét được phân loại theo nhiều cách khác nhau, tuy nhiên phân loại thường được sử dụng là dựa vào cấu trúc và trật tự và của các vi phiến trên được chấp nhận rộng rãi. Mạng vi phiến tứ diện và mạng vi phiến bát diện liên kết với nhau thông qua nguyên tử oxy chung theo các tỷ lệ nhất định, ngoài ra còn có sự thay thế đồng hình của các nguyên tử ở tâm các khối đơn vị trên quyết định tính chất đa dạng của khoáng sét và cũng là cơ sở để phân loại chúng. Theo đó khoáng sét được phân thành các nhóm chính như sau:
- Nhóm có cấu trúc 2 lớp loại hình 1:1: là sự kết hợp của 1 phiến tứ diện SiO4 và 1 phiến bát diện M(O5,OH) [M: Al, Fe, Mg…]. Nhóm này được gọi là nhóm kaolinit.
- Nhóm có cấu trúc 3 lớp loại hình 2:1: gồm 1 phiến bát diện ở giữa 2 phiến tứ diện ở hai bên, trong nhóm cấu trúc 3 lớp này có hai loại là nhóm illit và nhóm smectit. Tuy chúng có chung kiểu cấu trúc sắp xếp các mạng vi phiến nhưng tính chất của chúng khác nhau do sự thay thế đồng hình tại tâm của các khối đơn vị.
- Nhóm có cấu trúc 4 lớp loại hình 2:2 hay 2:1:1: gồm 2 phiến tứ diện và 2 phiến bát diện (trong đó là 1 cầu bruxit), tên gọi của nhóm này là clorit.
- Ngoài ra phải kể đến một loại clay có cấu trúc hỗn hợp: cấu tạo bởi các lớp phiến của clay độc lập khác nhau, sắp xếp theo cấu trúc đảo hoặc cấu trúc tuần tự, phổ biến là các loại illit-montmorillonit; kaolinit-clorit, vecumit-clorit.

Khoáng sét có thể được phân nhóm theo tên gọi như sau:
- Nhóm kaolinit có cấu trúc thuộc loại hình 1:1
- Nhóm illit có cấu trúc thuộc loại hình 2:1
- Nhóm smectit có cấu trúc thuộc loại hình 2:1
- Nhóm clorit có cấu trúc thuộc loại hình 2:2 hay 2:1:1 đôi khi là 2:1
- Nhóm có cấu trúc hỗn hợp, illit-montmorillonit, kaolinit-clorit